# Irisbus Agora
Pour les articles homonymes, voir Agora (homonymie).
 (juillet 2011).
Si vous disposez d'ouvrages ou d'articles de référence ou si vous connaissez des sites web de qualité traitant du thème abordé ici, merci de compléter l'article en donnant les références utiles à sa vérifiabilité et en les liant à la section « Notes et références ».
L'Agora est une gamme d'autobus urbains à plancher bas lancée par Renault VI en 1995 à l'occasion du congrès de l'UITP à Paris. Il s'agit du premier bus surbaissé de construction française produit à grande échelle. Il succède directement au R312, et indirectement au PR 112 et PR 118.
L'Agora a été produit et commercialisé par Renault puis par Irisbus de 1995 à 2005, ainsi que par Karosa à la suite de son rachat par Renault. Il existe en version standard de 12 mètres et en version articulée de 18 mètres.
Tout comme le Civis, l'Agora est apte à recevoir l'équipement de guidage optique Optiguide-Optiboard commercialisé par Siemens. Cet équipement avait été retenu par les réseaux de Rouen et Clermont-Ferrand.

## Historique
Dès le début des années 1990, les ventes du R312, lancé seulement en 1987, pâtissent de la concurrence naissante des bus à plancher bas. Renault présente ainsi son premier châssis d'autobus surbaissé en 1994. Dès cette année, la firme Heuliez Bus lance son modèle GX 317 construit sur la nouvelle plateforme Renault.
En 1995, Renault lance l'Agora standard, dont les premières livraisons interviendront en France en 1996. En parallèle, Renault commercialise en son nom propre des véhicules carrossés par Heuliez pour maintenir ses ventes, et les réseaux espagnols reçoivent leurs premiers véhicules sur base d'Agora carrossés localement.
En 1997 est lancé l'Agora articulé. Puisque le R312 n'a jamais été décliné en bus articulé, l'Agora articulé n'a pas d'ascendant direct dans la gamme Renault et remplace de facto le PR 118 au catalogue.
En 2002, Irisbus place le dauphin sur la calandre de l'Agora pour succéder au losange de Renault.
La production de l'Agora s'est arrêtée en décembre 2005 avec 11 066 exemplaires produits au total. Le dernier Agora a été livré à la RATP le 8 février 2006.

## Générations

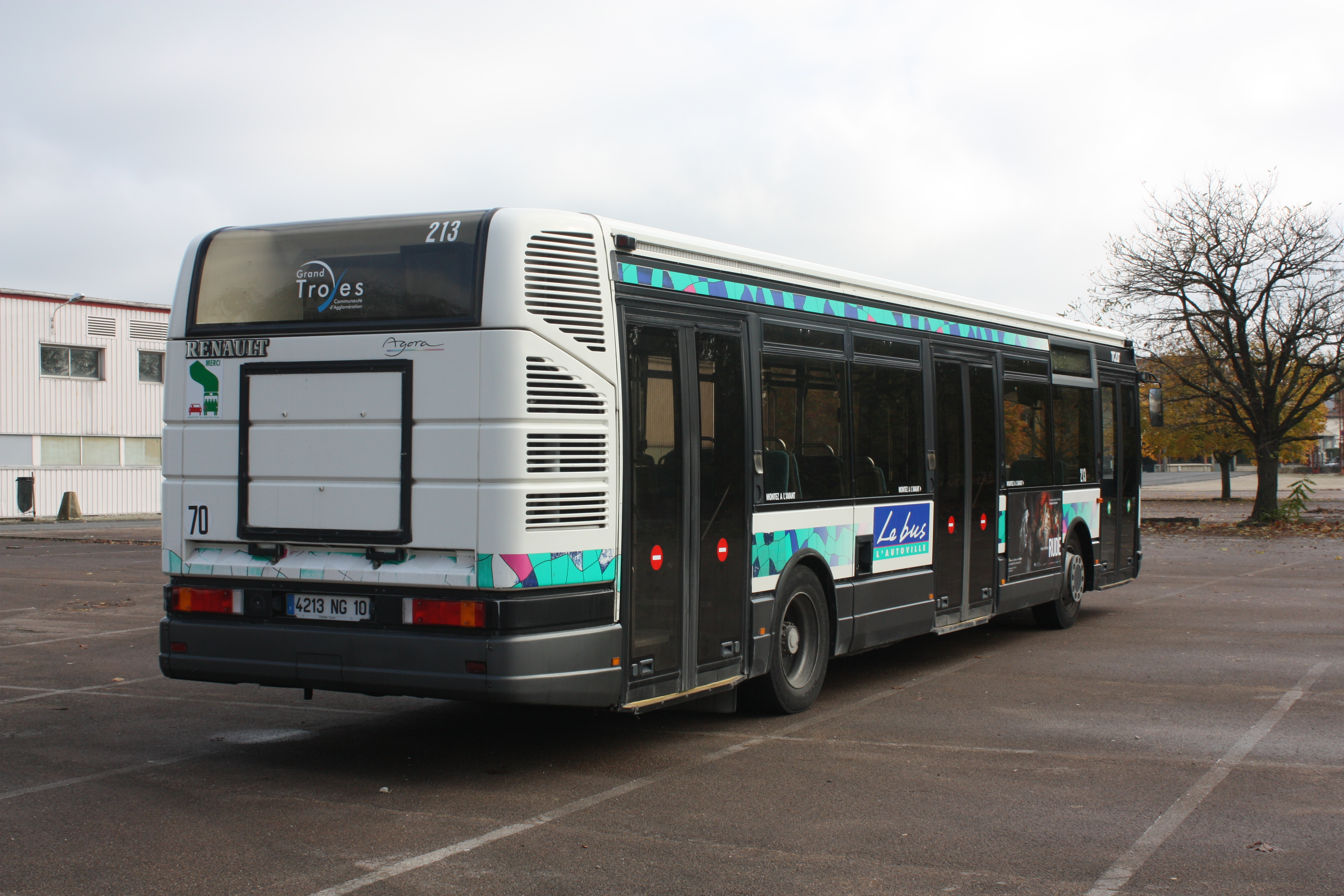
Vue arrière d'un Renault Agora S (Euro 1)

L'Agora a été produit avec 3 générations de moteurs, chacune ayant ses propres caractéristiques :
- Euro 1 : construits en 1995, avec un moteur Renault MIDR 06.20.45 F/L ;
- Euro 2 : construits de 1996 à 2002, avec un moteur Renault MIDR 06.20.45 F/L ;
- Euro 3 : construits de 2001 à 2005, avec un moteur IVECO Cursor 8 F2B à la suite du rachat de la branche Car/Bus de Renault V.I. par IVECO. Les grilles d'aération possèdent un nouveau design (les grilles latérales sont situées sur la gauche du bus), les derniers bus livrés ont un nouvel intérieur préfigurant l'arrivée du Citelis.

Il a été proposé à la vente avec un moteur au GNV, nommé Agora S GNV ou Agora L GNV, moteur Renault de 1997 à 2004 puis IVECO en 2004 et 2005. On peut remarquer que le modèle GNV a une longue bosse sur le toit pour les bonbonnes de gaz.

### Les générations selon la RATP
La RATP désigne 3 générations différentes pour ses Agora S et L :
- Agora V0 pour la première version d'Agora S ;
- Agora V2 pour les Euro 2 à porte arrière centrée ;
- Agora V3 pour les Euro 3 à porte arrière centrée.

## Les différentes versions

### Agora S
L'Agora Standard (ou Agora S) est un bus standard d'environ 12 mètres de long, conçu et fabriqué par Renault de 1995 à 2002, puis par Irisbus de 2002 jusqu'en 2005. La version Renault doté d'un moteur Euro 2, 6 cylindres 10 litres suralimenté à air refroidi, proposé en deux puissances : 206 ch / 152 kW et 253 ch / 186 kW. À partir de fin 2001, on passe à la norme Euro 3 avec un moteur Iveco Cursor F2B de 245 ou 290 ch. Une version GNV est disponible avec une motorisation MGDR 06.20.45 (Euro 2, puis Euro 3) de 1997 à 2004, puis Iveco Cursor 8 de 2004 à 2005. L'Irisbus Citelis 12 lui succède.

### Agora L
L'Agora Long (ou Agora L) est un bus articulé d'environ 18 mètres de long, comportant 2 portes dans le premier module et 1 ou 2 portes dans le second module, soit au total 3 ou 4 portes. Il fait son apparition en 1997. Le moteur utilisé est le 253 ch (186 kW) sous la norme Euro 2. La version Euro 3 qui fait son apparition fin 2001, bénéficie d'un moteur Iveco Cursor F2B de 290 ch. Comme le modèle standard, une version GNV est elle aussi disponible uniquement motorisée Renault MGDR 06.20.45 (Euro 2, puis Euro 3). L'Irisbus Citelis 18 lui succède en 2005.

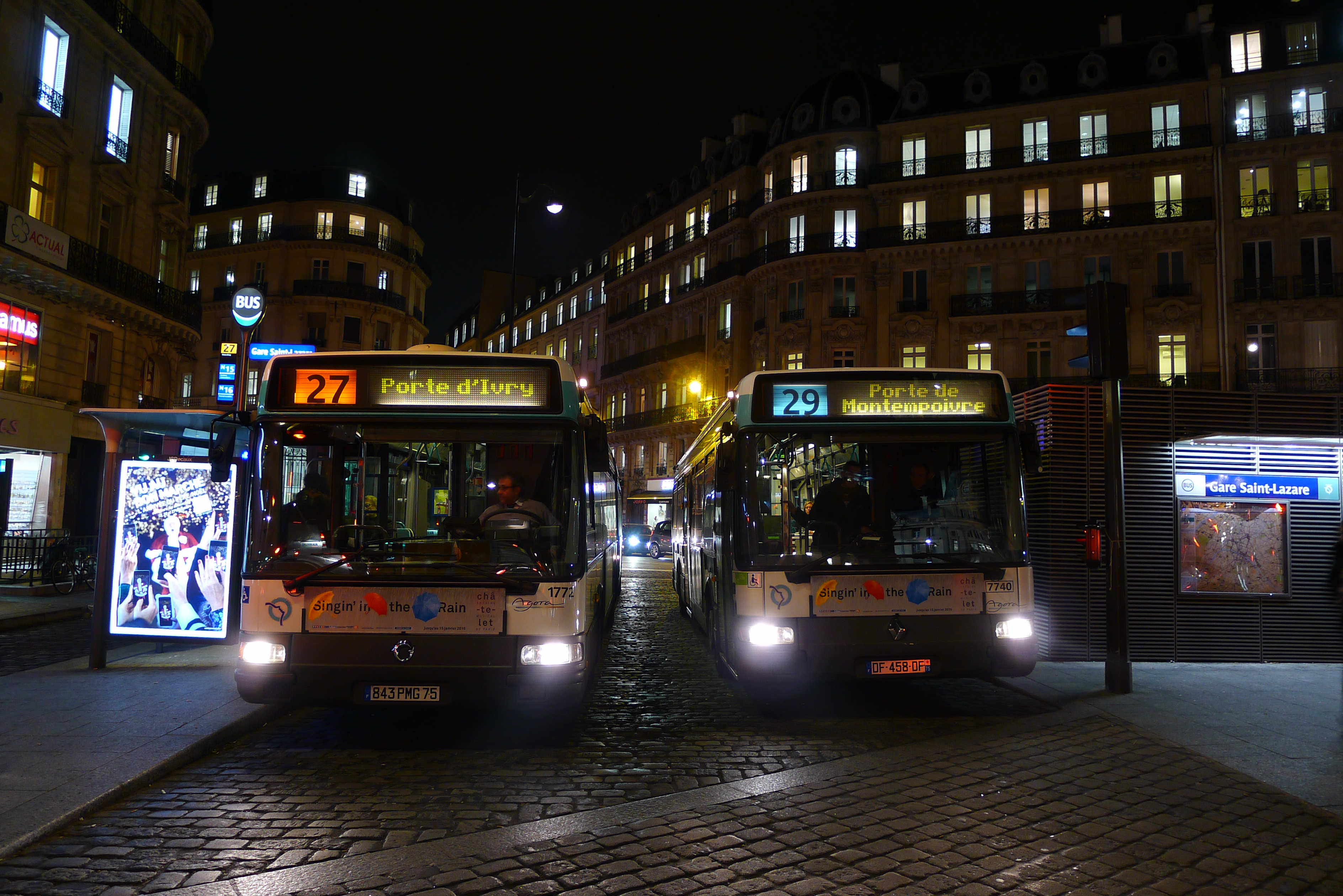
Ancien Irisbus Agora L et Renault Agora S RATP (Paris)
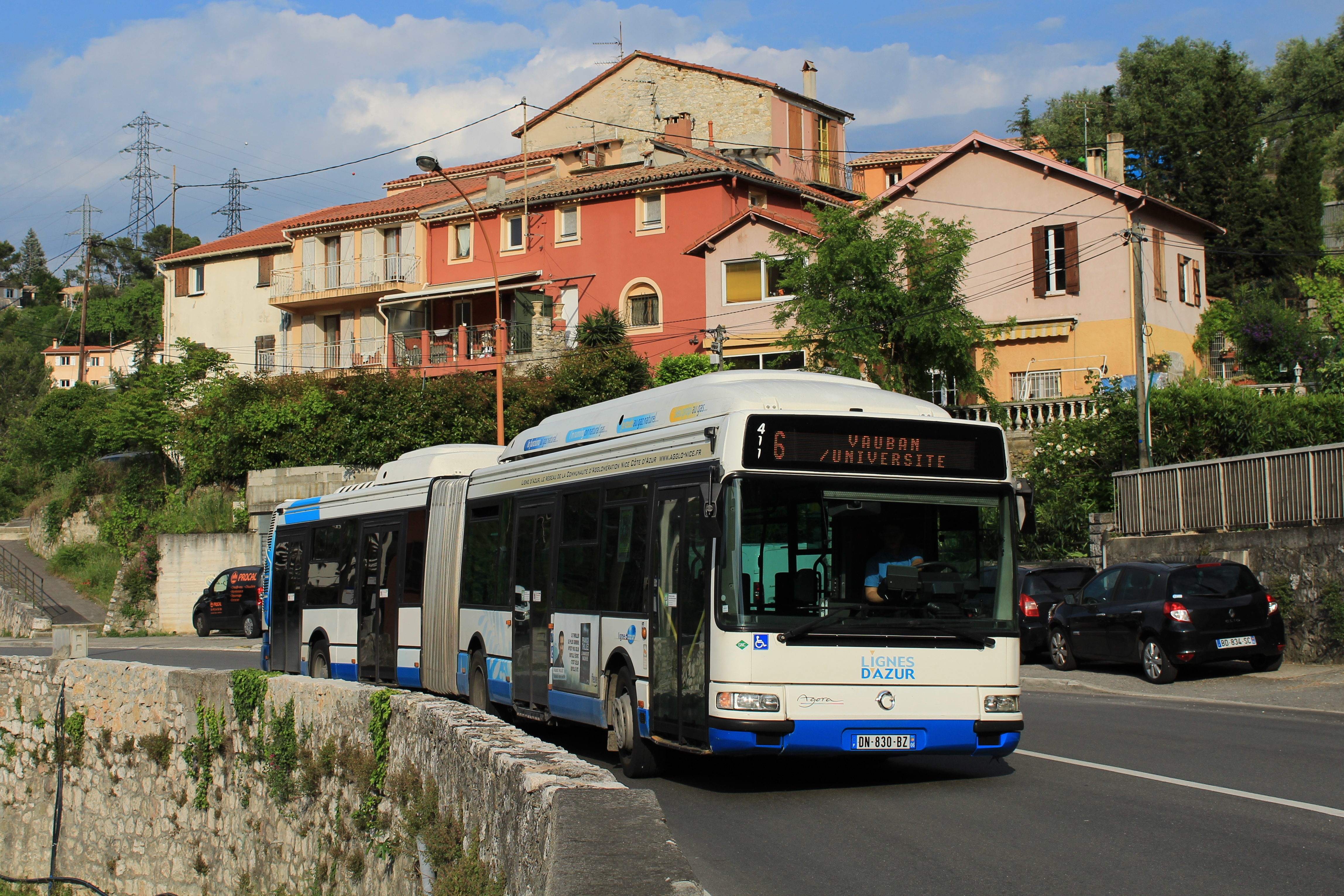
Un ancien Agora L GNV du réseau Lignes d'Azur
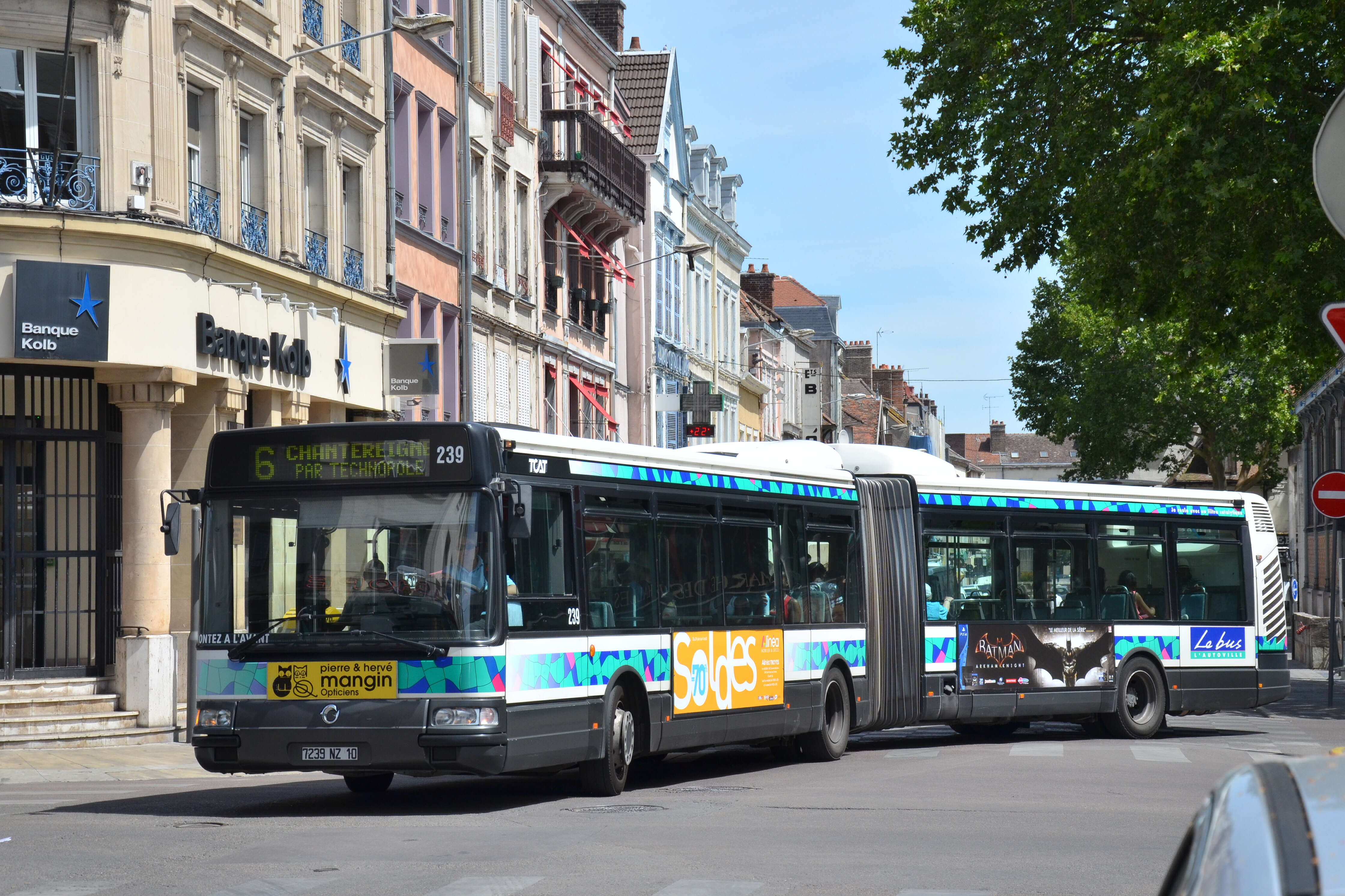
Irisbus Agora L de la TCAT (Troyes)

### Agora Line
Conçu comme bus suburbain (villes en périphérie d'une agglomération), il est principalement commandé pour être plus économique qu'un Agora S. Il fait son apparition en décembre 1998. Il se distingue radicalement des autres Agora par sa partie arrière, réalisée par le carrossier Safra à Albi : son moteur est implanté longitudinalement, ce qui représente la principale différence par rapport à un Agora S. Ce moteur est un Renault MI7R, puis un Iveco Cursor 8 F2B à partir de 2002.
L'Irisbus Citelis Line lui succède.

Logo de l'Agora Line
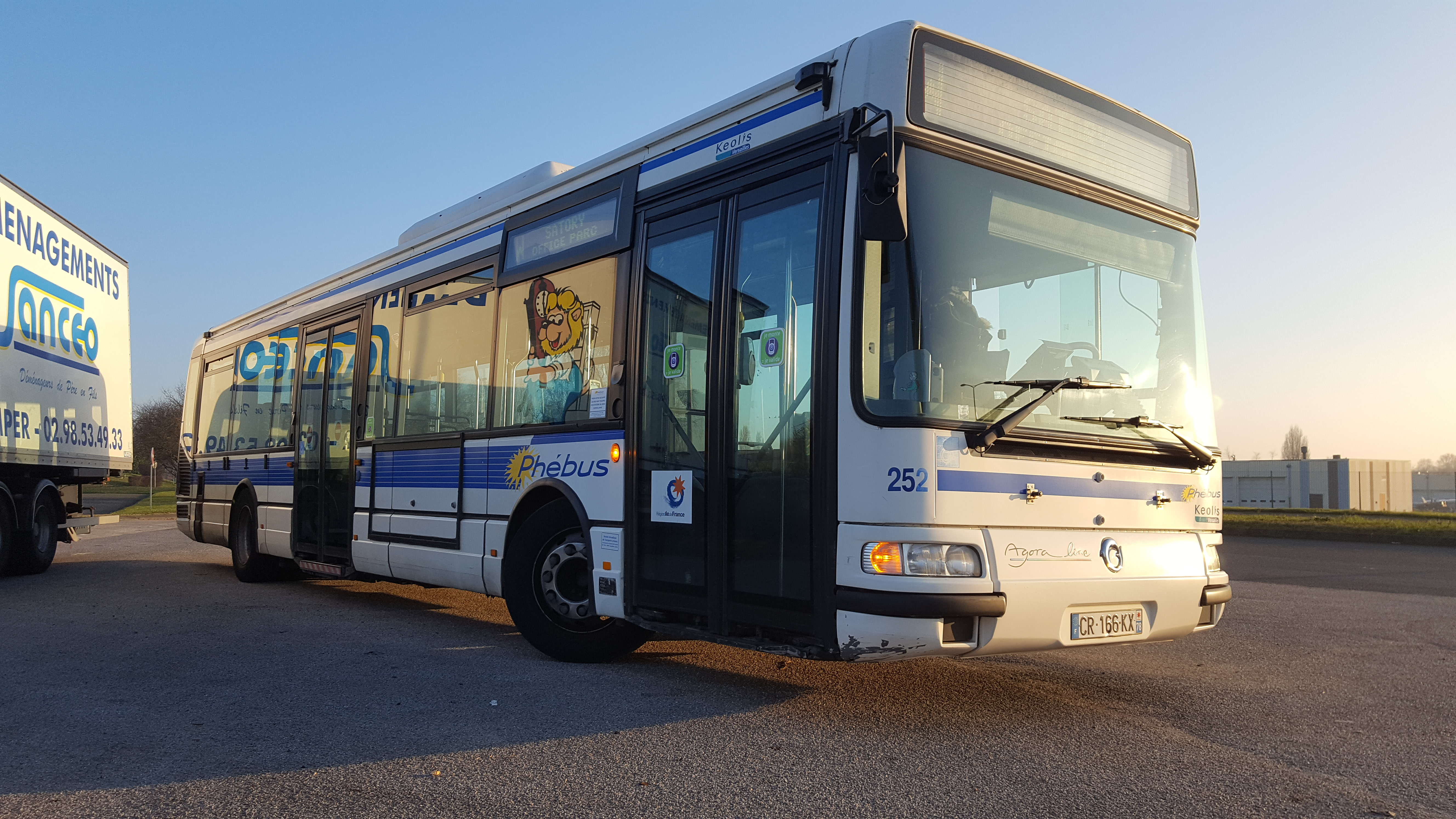
Un Irisbus Agora Line

### Agora Moovy
L'Irisbus Agora Moovy, prédécesseur des autocars à plancher bas de la même marque, est produit sur le même châssis. Cette version possède des portes spécifiques et un aménagement intérieur différent, avec des portes-bagages, des rideaux et des sièges équipés de ceintures de sécurité.

### Agora Trolleybus

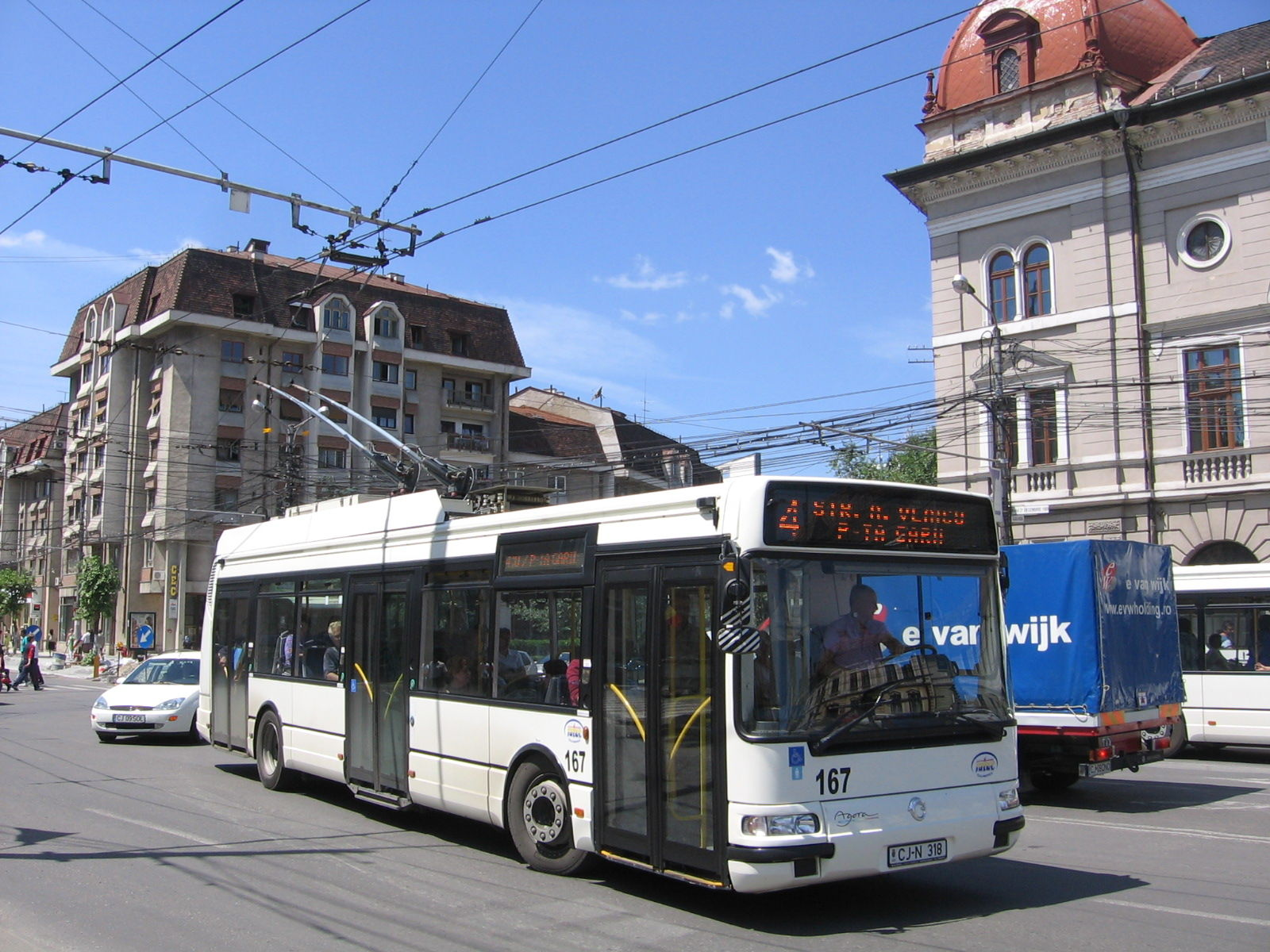
Irisbus Agora S Trolley sur le Réseau RATUC de Cluj-Napoca

La version trolleybus de l'Agora a été produite sous la marque Irisbus mais aussi sous Škoda qui produira les 24Tr Agora et 25Tr Agora. Sous Irisbus, il sera fabriqué en version 12 et 18 mètres.
Il a été produit uniquement pour la ville de Cluj-Napoca, en Roumanie, avec l'aide des firmes Skoda et Astra Bus. Il y a 26 Agora S Trolley et 16 Irisbus Agora L Trolley en service à Cluj-Napoca.

## Caractéristiques

Logo de l'Agora.

Ce véhicule présente la particularité d'être le premier véritable bus urbain surbaissé conçu par Renault ; plus besoin de monter des marches pour accéder à l'intérieur du bus, le plancher intégralement bas jusqu'à la porte médiane (sur toute la longueur du véhicule à partir de la version Euro 3 sur les véhicules standards) est à 32 cm du sol qui facilite grandement l'accès aux personnes à mobilité réduite. Certains bus sont équipés d'une palette rétractable située au niveau de la porte centrale.
Ce fut un grand progrès en France, mais avec 5 ans de retard sur le standard européen développé par Iveco et EvoBus. Par comparaison, le plancher du Renault SC 10 était d'une hauteur de 62 cm et de 87 cm pour le Berliet PH 10-100, soit un abaissement de plus de 50 cm en quelques décennies.

### Motorisations

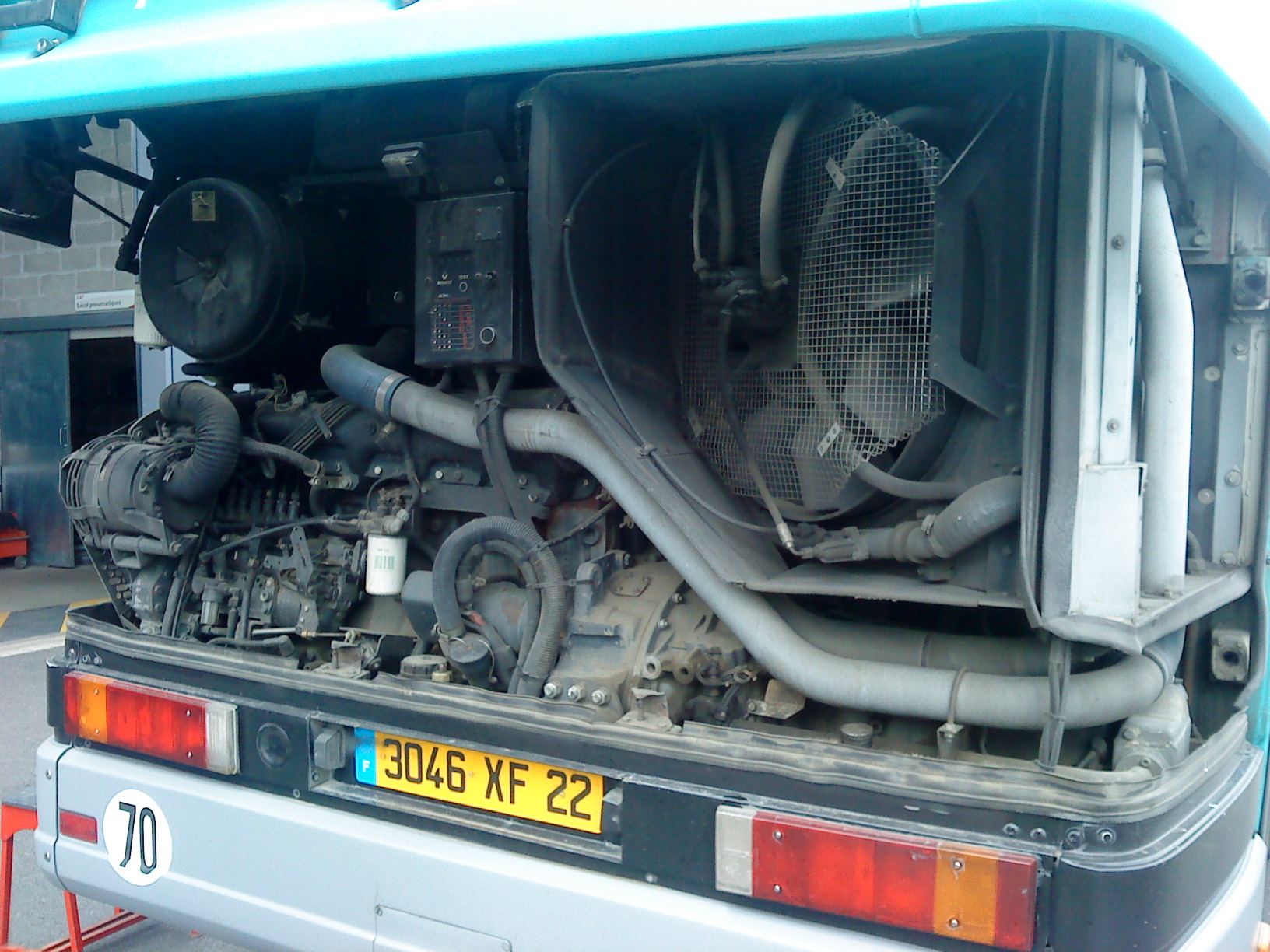
Moteur Renault MIDR 06.20.45 F/L suralimenté (Euro 2).

L'Agora a eu une seule motorisations de six cylindres lors de son lancement, en mai 1995. En octobre 1996, deux nouvelles motorisations voient le jour. Il en a eu en tout sept de disponibles dont cinq en diesel et un électrique. Les modèles Agora S GNV et Agora L GNV sont équipés d'un moteur au gaz naturel. Plus aucun ne sont disponibles car plus commercialisées.
- Du côté des moteurs diesel :
  - le Renault MIDR 06.20.45 F/L six cylindres en ligne de 10 litres avec turbocompresseur faisant ? kW (? ch). Disponible sur l'Agora S Euro 1.
  - le Renault MIDR 06.20.45 F/L six cylindres en ligne de 10 litres avec turbocompresseur faisant 152 kW (206 ch). Disponible sur l'Agora S Euro 2.
  - le Renault MIDR 06.20.45 F/L six cylindres en ligne de 10 litres avec turbocompresseur faisant 186 kW (253 ch). Disponible sur les Agora S et L Euro 2.
  - le Renault MI7R six cylindres en ligne de 10 litres avec turbocompresseur faisant 181 kW (245 ch). Disponible sur l'Agora Line Euro 2.
  - l'Iveco Cursor 8 F2B six cylindres en ligne à injection directe Common Rail de 7,8 litres avec turbocompresseur faisant 180 kW (245 ch). Disponible sur l'Agora S Euro 3.
  - l'Iveco Cursor 8 F2B six cylindres en ligne à injection directe Common Rail de 7,8 litres avec turbocompresseur faisant 213 kW (290 ch). Disponible sur les Agora S, L et Line Euro 3.
- Du côté des moteurs à carburants alternatifs :
  - le Renault MGDR 06.20.45 F/L six cylindres en ligne de 10 litres avec turbocompresseur faisant 186 kW (253 ch). Disponible sur les Agora S GNV et L GNV Euro 2 et Euro 3.
  - l'Iveco Cursor 8 GNC six cylindres en ligne à injection directe Common Rail de 7,8 litres avec turbocompresseur faisant 200 kW (272 ch). Disponible sur les Agora S GNV Euro 3.
- Du côté des moteurs électrique :
  - le TSA faisant 240 kW. Disponible sur tous les Agora Trolley.

#### Diesel
| Modèle             | Construction      | Moteur + Nom                                   | Norme Euro | Cylindrée         | Performance                   | Couple               | Vitesse maxi | Consommation + CO²    |
| ------------------ | ----------------- | ---------------------------------------------- | ---------- | ----------------- | ----------------------------- | -------------------- | ------------ | --------------------- |
| Renault Agora S    | 05/1995 - 09/1996 | 6 cylindres en ligne Renault MIDR 06.20.45 F/L | Euro 1     | 9839 cm3 (9.8 L)  | 152 kW (207 ch) à ... tr/min  | ... N m à ... tr/min | ... km/h     | ... l/100 km ... g/km |
| Renault Agora S    | 10/1996 - 2002    | 6 cylindres en ligne Renault MIDR 06.20.45 F/L | Euro 2     | 9839 cm3 (9.8 L)  | 152 kW (206 ch)               |                      |              |                       |
| Renault Agora S    | 10/1996 - 2002    | 6 cylindres en ligne Renault MIDR 06.20.45 F/L | Euro 2     | 9839 cm3 (9.8 L)  | 186 kW (253 ch)               |                      |              |                       |
| Renault Agora L    | 10/1996 - 2002    | 6 cylindres en ligne Renault MIDR 06.20.45 F/L | Euro 2     | 9839 cm3 (9.8 L)  | 186 kW (253 ch)               |                      |              |                       |
| Renault Agora Line | 12/1998 - 2002    | 6 cylindres en ligne Renault MI7R              | Euro 2     | 9839 cm3 (9.8 L)  | 186 kW (253 ch) à ? tr/min    |                      | 100 km/h*    |                       |
| Irisbus Agora S    | 10/2001 - 12/2005 | 6 cylindres en ligne Iveco Cursor 8 F2B        | Euro 3     | 7 790 cm3 (7,8 L) | 213 kW (290 ch) à 2050 tr/min |                      |              |                       |
| Irisbus Agora L    | 10/2001 - 12/2005 | 6 cylindres en ligne Iveco Cursor 8 F2B        | Euro 3     | 7 790 cm3 (7,8 L) | 213 kW (290 ch) à 2050 tr/min |                      |              |                       |
| Irisbus Agora Line | 10/2001 - 12/2005 | 6 cylindres en ligne Iveco Cursor 8 F2B        | Euro 3     | 7 790 cm3 (7,8 L) | 213 kW (290 ch) à 2050 tr/min |                      |              |                       |

* = bridé électroniquement.

#### Carburant alternatif
| Modèle                            | Construction   | Moteur + Nom                                   | Norme Euro | Cylindrée         | Performance                   | Couple                 | Vitesse maxi | Consommation + CO²    |
| --------------------------------- | -------------- | ---------------------------------------------- | ---------- | ----------------- | ----------------------------- | ---------------------- | ------------ | --------------------- |
| Renault Agora S GNV (Gaz naturel) | 1997 - 2002    | 6 cylindres en ligne Renault MGDR 06.20.45 F/L | Euro 2     | 9 839 cm3 (9,8 L) | 186 kW (253 ch) à ? tr/min    | 1000 N m à 1200 tr/min | ... km/h     | ... l/100 km ... g/km |
| Renault Agora L GNV (Gaz naturel) | 1998 - 2000    | 6 cylindres en ligne Renault MGDR 06.20.45 F/L | Euro 2     | 9 839 cm3 (9,8 L) | 186 kW (253 ch) à ? tr/min    | 1000 N m à 1200 tr/min |              |                       |
| Irisbus Agora S GNV (Gaz naturel) | 2002 - 2004    | 6 cylindres en ligne Renault MGDR 06.20.45 F/L | Euro 3     | 9 839 cm3 (9,8 L) | 186 kW (253 ch) à ? tr/min    | 1000 N m à 1200 tr/min |              |                       |
| Irisbus Agora L GNV (Gaz naturel) | 2002 - 2005    | 6 cylindres en ligne Renault MGDR 06.20.45 F/L | Euro 3     | 9 839 cm3 (9,8 L) | 186 kW (253 ch) à ? tr/min    | 1000 N m à 1200 tr/min |              |                       |
| Irisbus Agora S GNV (Gaz naturel) | 2004 - 12/2005 | 6 cylindres en ligne Iveco Cursor 8 GNC        | Euro 3     | 7 790 cm3 (7,8 L) | 200 kW (272 ch) à 2050 tr/min |                        |              |                       |

#### Électrique
| Modèle                  | Construction | Moteur + Nom | Cylindrée       | Performance | Couple               | Vitesse maxi | Consommation + CO²    |
| ----------------------- | ------------ | ------------ | --------------- | ----------- | -------------------- | ------------ | --------------------- |
| Irisbus Agora S Trolley | 2001 - 2005  | ... TSA      | ... cm3 (... L) | 240 kW      | ... N m à ... tr/min | ... km/h     | ... l/100 km ... g/km |
| Irisbus Agora L Trolley | 2001 - 2005  | . TSA        |                 | 240 kW      |                      |              |                       |
| Škoda Agora 24 Tr       | 2001 - 2005  | . TSA        |                 | 240 kW      |                      |              |                       |
| Škoda Agora 25 Tr       | 2001 - 2005  | . TSA        |                 | 240 kW      |                      |              |                       |

### Mécanique
|                    | Agora S                                                               | Agora L                                                               | Agora Line                                                            | Agora Trolley 24 tr & Agora Trolley 25 tr                             |
| ------------------ | --------------------------------------------------------------------- | --------------------------------------------------------------------- | --------------------------------------------------------------------- | --------------------------------------------------------------------- |
| Transmission       | Propulsion (sur les roues arrière)                                    | Propulsion (sur les roues arrière)                                    | Propulsion (sur les roues arrière)                                    | Propulsion (sur les roues arrière)                                    |
| Boites de vitesses | Automatique 3 à 5 vitesses, ZF ou Voith                               | Automatique 3 à 5 vitesses, ZF ou Voith                               | Automatique 3 à 5 vitesses, ZF ou Voith                               |                                                                       |
| Frein              | Pneumatique à disques (avant) et tambours (arrière)                   | Pneumatique à disques (avant) et tambours (arrière)                   | Pneumatique à disques (avant) et tambours (arrière)                   | Pneumatique à disques (avant) et tambours (arrière)                   |
| Suspension         | Coussins pneumatiques ; Amortisseurs hydrauliques ; Barres de torsion | Coussins pneumatiques ; Amortisseurs hydrauliques ; Barres de torsion | Coussins pneumatiques ; Amortisseurs hydrauliques ; Barres de torsion | Coussins pneumatiques ; Amortisseurs hydrauliques ; Barres de torsion |
| Direction          | Hydraulique à crémaillère assisté                                     | Hydraulique à crémaillère assisté                                     | Hydraulique à crémaillère assisté                                     | Hydraulique à crémaillère assisté                                     |

### Options et accessoires
- Rampe PMR (porte du milieu uniquement).

### Dimensions
|                                | Agora S                                       | Agora L                                       | Agora Line                  | Agora Trolley 24 tr & Agora Trolley 25 tr       |
| ------------------------------ | --------------------------------------------- | --------------------------------------------- | --------------------------- | ----------------------------------------------- |
| Longueur                       | 11,99 m                                       | 17,80 m                                       | 11,99 m                     | 11,99 m - 17,80 m                               |
| Largeur                        | 2,55 m (sans rétroviseurs)                    | 2,55 m (sans rétroviseurs)                    | 2,55 m (sans rétroviseurs)  | 2,55 m (sans rétroviseurs)                      |
| Hauteur                        | 2,90 m (sans climatisation ni bouteilles GNV) | 3,10 m (sans climatisation ni bouteilles GNV) | 2,90 m (sans climatisation) | 3,10 m (sans clim ni bouteilles GNV ni perches) |
| Empattement                    | 6,12 m                                        | 5,35 m/6,57 m                                 | 6,12 m                      | 6,12 m - 5,35 m/6,57 m                          |
| Porte-à-faux                   |                                               |                                               |                             |                                                 |
| Rayon de braquage              | 11,305 m                                      |                                               | 11,305 m                    |                                                 |
| Masse à vide                   | 11,5 t environ                                | 16,7 t environ                                | 11,5 t environ              |                                                 |
| P.T.A.C.                       | 19 t maxi                                     | 32 t maxi                                     | 19 t maxi                   | 19 t maxi - 32 t maxi                           |
| Capacité assis + debout = maxi |                                               |                                               |                             |                                                 |
| Portes                         | 2 et 3 portes                                 | 3 et 4 portes                                 | 2 et 3 portes               | 2 et 3 portes - 3 et 4 portes                   |
| Hauteur du plancher            | 32 mm                                         | 32 mm                                         | 32 mm                       | 32 mm                                           |

## Préservation
| Modèle      | Nombre | Constructeur         | Provenance (ville/réseau) | Provenance (ville/réseau) | Sauvegarde                          | Pays               | Informations                     | Mise en service |
| ----------- | ------ | -------------------- | ------------------------- | ------------------------- | ----------------------------------- | ------------------ | -------------------------------- | --------------- |
| Agora L     | 6      | Renault V.I          | Orléans                   | SEMTAO                    | Association Arrêt Demandé           | France             | n°705 (premier Agora L de série) | 1997            |
| Agora L     | 6      | Renault V.I          | Lyon                      | TCL                       | Association ATSE                    | France             | n°1008                           | 1997            |
| Agora L     | 6      | Renault V.I          | Paris                     | RATP                      | Patrimoine RATP                     | France             | n°1525                           | 2000            |
| Agora L     | 6      | Renault V.I          | Paris                     | RATP                      | Association Autobus Passion         | France             | n°4496                           | 1999            |
| Agora L     | 6      | Renault V.I          | Angoulême                 | STGA                      | Association MTCA                    | France             | n°161                            | 2001            |
| Agora L     | 6      | Irisbus              | Paris                     | RATP                      | Association ASPRO                   | France             | n°1720                           | 2003            |
| Agora L GNV | 1      | Irisbus              | Lille                     | Ilévia                    | Association Autobus Passion         | France             | n°8533                           | 2002            |
| Agora Line  | 4      | Irisbus              | Paris                     | RATP                      | Association Sauvabus                | France             | n°8186                           | 2003            |
| Agora Line  | 4      | Irisbus              | Paris                     | RATP                      | Patrimoine RATP                     | France             | n°8320                           | 2005            |
| Agora Line  | 4      | Irisbus              | Paris                     | RATP                      | Association Autobus Passion         | France             | n°8462                           | 2005            |
| Agora Line  | 4      | Irisbus              | Paris                     | RATP                      | Association Sauvabus                | France             | n°8496                           | 2005            |
| Agora S     | 15     | Renault V.I          | Évreux                    | Transurbain               | Association Bus Parisiens           | France             | n°60 (ex-démonstration Renault)  | 1999            |
| Agora S     | 15     | Renault V.I          | Saint-Nazaire             | STRAN                     | Rétro Bus Nazairiens                | France             | n°406                            | 2001            |
| Agora S     | 15     | Renault V.I          | Paris                     | RATP                      | Association Sauvabus                | France             | n°2073 (Agora V0)                | 1996            |
| Agora S     | 15     | Renault V.I          | Paris                     | RATP                      | Association Autobus Passion         | France             | n°2450 (Agora V2)                | 1998            |
| Agora S     | 15     | Renault V.I          | Paris                     | RATP                      | Patrimoine RATP                     | France             | n°2763 (Agora V2)                | 1999            |
| Agora S     | 15     | Renault V.I          | Paris                     | RATP                      | Association Autobus Passion         | France             | n°7410 (Agora V2)                | 2001            |
| Agora S     | 15     | Renault V.I          | Paris                     | RATP                      | Patrimoine RATP                     | France             | n°7524 (Agora V2)                | 2001            |
| Agora S     | 15     | Renault V.I          | Paris                     | RATP                      | Association Sauvabus                | France             | n°7736 (Agora V2)                | 2001            |
| Agora S     | 15     | Irisbus              | Nevers                    | Taneo                     | Chris Bus (particulier)             | France             | n°19                             | 2001            |
| Agora S     | 15     | Irisbus              | Paris                     | RATP                      | Association Sauvabus                | France             | n°7912 (Agora V3)                | 2002            |
| Agora S     | 15     | Irisbus              | Paris                     | RATP                      | Association Sauvabus                | France             | n°7915 (Agora V3)                | 2002            |
| Agora S     | 15     | Irisbus              | Paris                     | RATP                      | Association ASPRO                   | France             | n°7925 (Agora V3)                | 2002            |
| Agora S     | 15     | Irisbus              | Bourg-en-Bresse           | TUB                       | Musée du car de Vanosc              | France             | n°478                            | 2003            |
| Agora S     | 15     | Irisbus              | Châtellerault             | TAC                       | Particulier                         | France             | n°44                             | 2001            |
| Agora S     | 15     | Renault V.I          | Nice                      | Lignes d'Azur             | TCA                                 | France             | n°177 / 377                      | 2001            |
| Agora S GNV | 5      | Renault V.I          | Lille                     | Transpole                 | Association Autobus Passion         | France             | n°10005                          | 1998            |
| Agora S GNV | 5      | Renault V.I          | Paris                     | RATP                      | Patrimoine RATP                     | France             | n°7045                           | 1999            |
| Agora S GNV | 5      | Irisbus              | Lille                     | Ilévia                    | Association Autobus Passion         | France             | n°10094                          | 2002            |
| Agora S GNV | 5      | Irisbus              | Paris                     | RATP                      | Association Autobus Passion         | France             | n°7090                           | 2003            |
| Agora S GNV | 5      | Irisbus              | Grenoble                  | TAG                       | Standard 216/Histo Bus Dauphinois   | France             | n°3066                           | 2003            |
| Citybus 12M | 11     | Karosa / Renault V.I | Hradec Králové            | DPMHK                     | Patrimoine DPMHK                    | République Tchèque | n°102                            | 1996            |
| Citybus 12M | 11     | Karosa / Renault V.I | Hradec Králové            | DPMHK                     | Martin Oškrobaný (particulier)      | République Tchèque | n°105                            | 1996            |
| Citybus 12M | 11     | Karosa / Renault V.I | Ostrava                   | DP Ostrava                | Patrimoine DP Ostrava               | République Tchèque | n°7008                           | 1998            |
| Citybus 12M | 11     | Karosa / Renault V.I | Kladno                    | Bus Line                  | Muzeum Historické Dopravní Techniky | République Tchèque | n°inconnu                        | 1999            |
| Citybus 12M | 11     | Karosa / Renault V.I | Plzeň                     | PMDP                      | Patrimoine PMDP                     | République Tchèque | n°462                            | 1999            |
| Citybus 12M | 11     | Karosa / Renault V.I | Prague                    | DP Praha                  | Martin Oškrobaný (particulier)      | République Tchèque | n°3019                           | 1997            |
| Citybus 12M | 11     | Karosa / Renault V.I | Prague                    | DP Praha                  | Martin Oškrobaný (particulier)      | République Tchèque | n°3236                           | 1999            |
| Citybus 12M | 11     | Karosa / Renault V.I | Prague                    | DP Praha                  | Patrimoine DP Praha                 | République Tchèque | n°3235                           | 1999            |
| Citybus 12M | 11     | Karosa / Renault V.I | Prague                    | DP Praha                  | Patrimoine DP Praha                 | République Tchèque | n°3251                           | 2000            |
| Citybus 12M | 11     | Karosa / Renault V.I | Prague                    | DP Praha                  | Jakub Krinert (particulier)         | République Tchèque | n°3256                           | 2000            |
| Citybus 12M | 11     | Karosa / Irisbus     | Brno                      | DPMB                      | Patrimoine DPMB                     | République Tchèque | n°7630                           | 2005            |
| Citybus 18M | 1      | Karosa / Irisbus     | Tábor                     | COMETT PLUS               | Martin Oškrobaný (particulier)      | République Tchèque | n°6575                           | 2003            |
| Moovy       | 1      | Irisbus              | Nevers                    | Taneo                     | Association S2A                     | France             | n°11                             | 2003            |

## Galerie de photographies

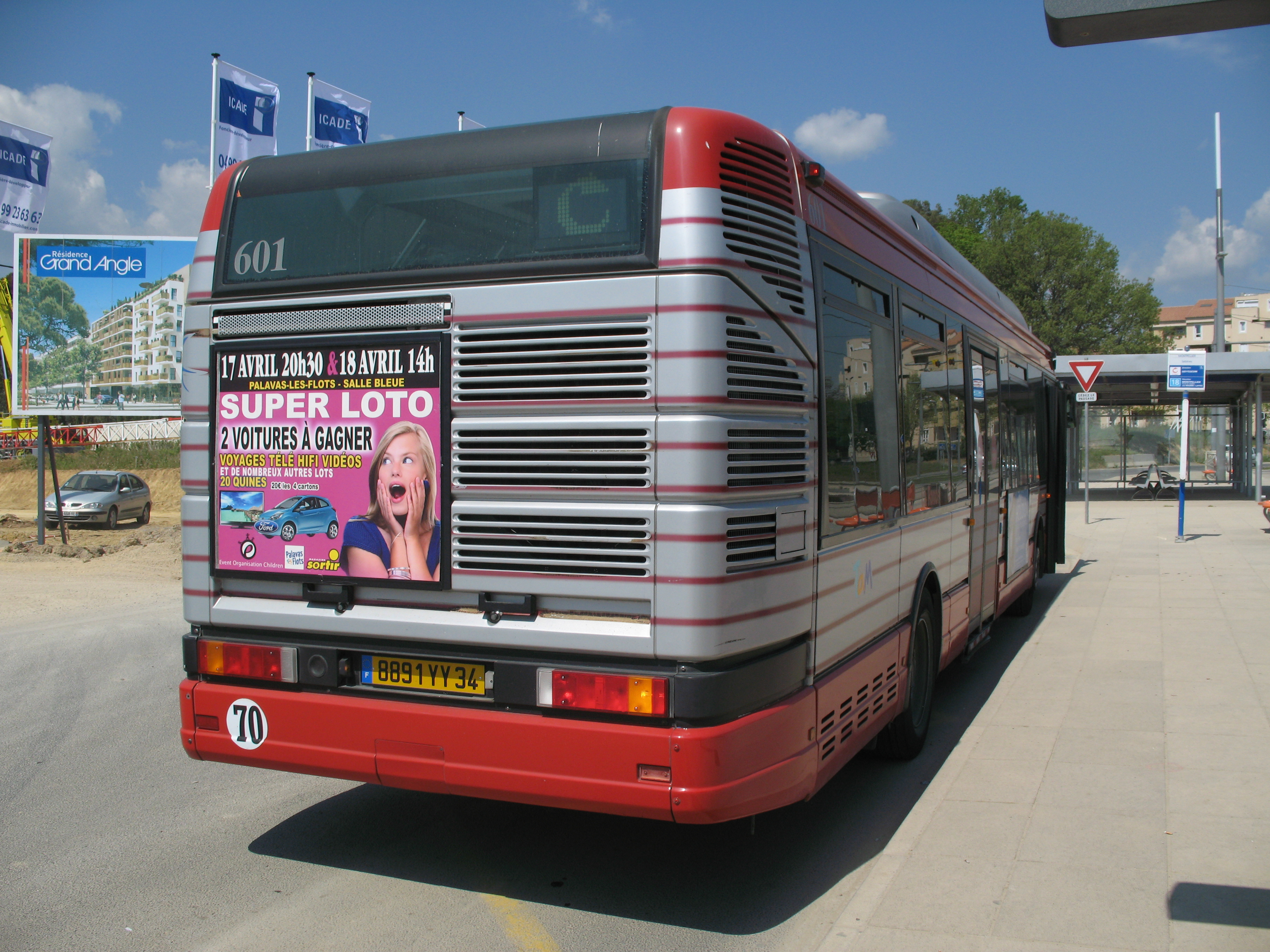
Arrière d'un Agora S.
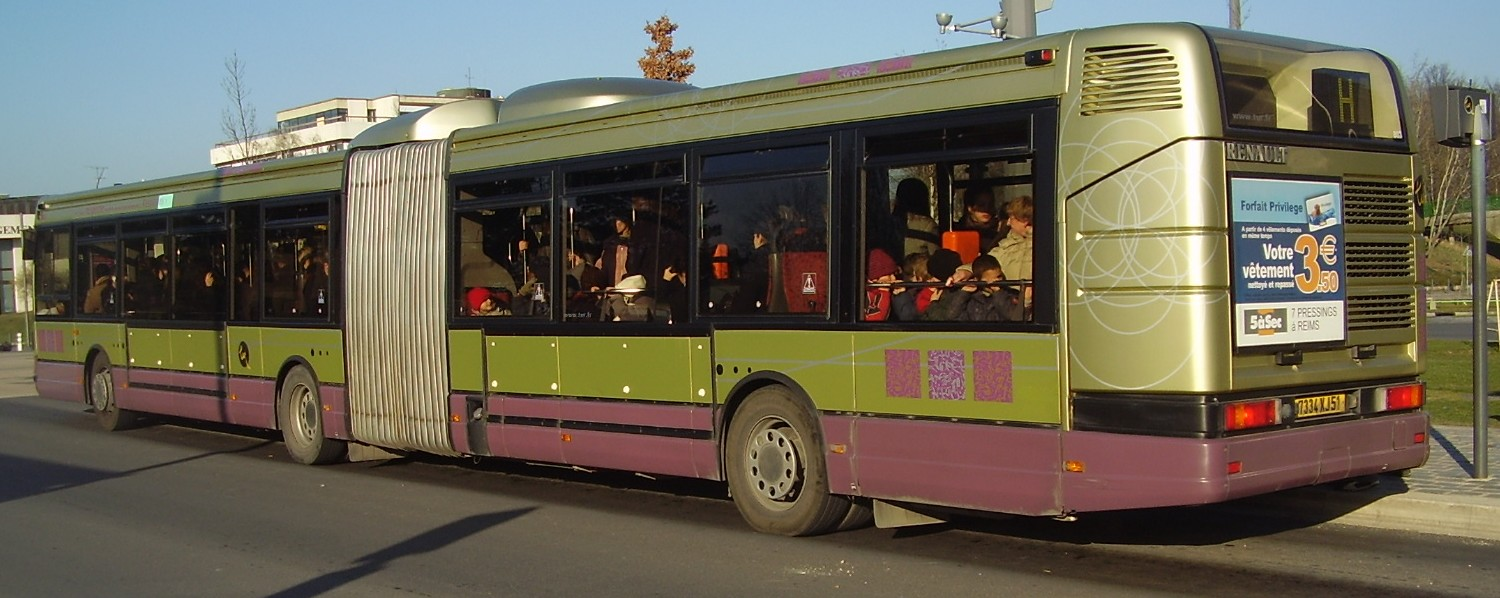
Arrière d'un Agora L.
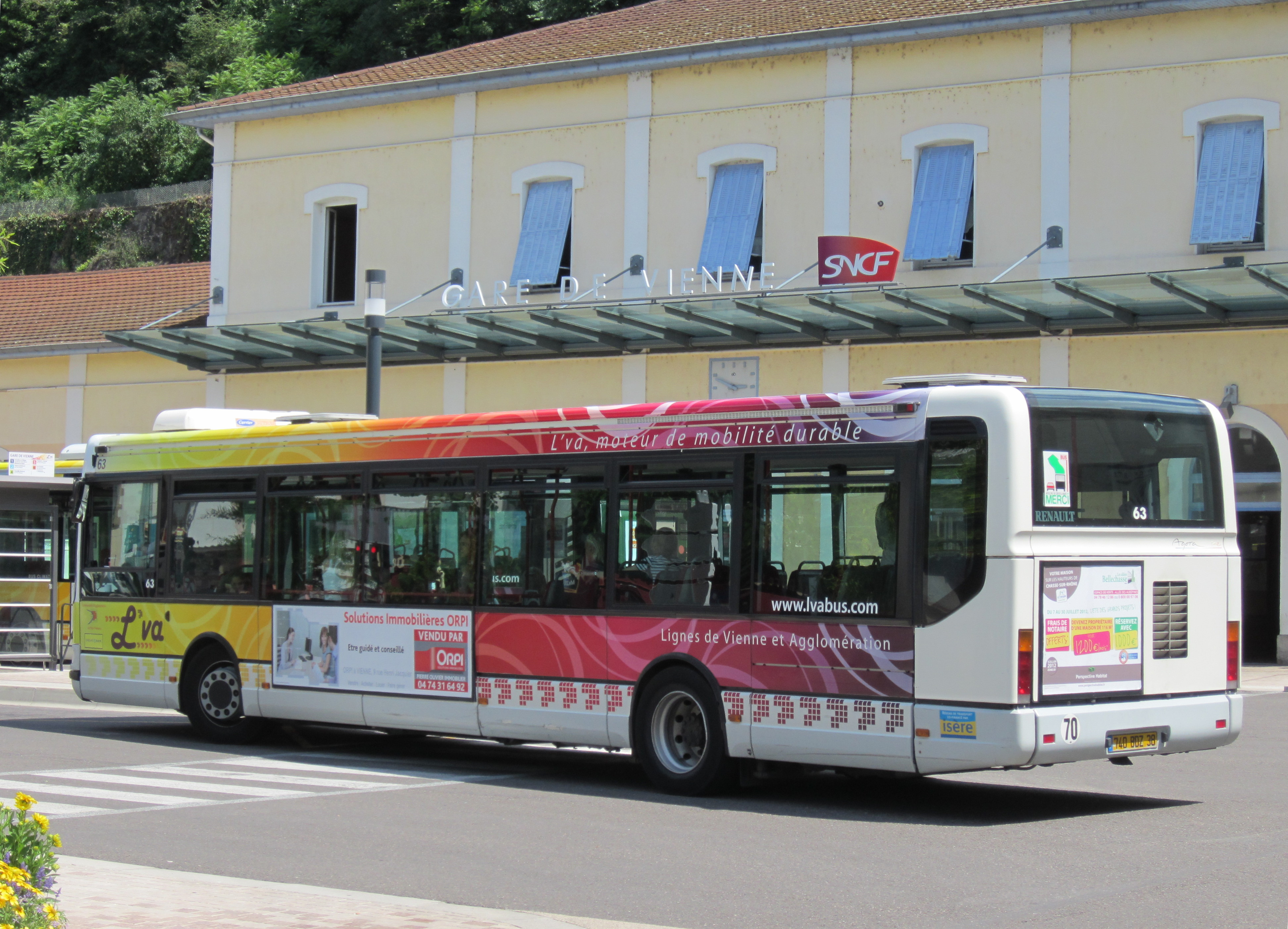
Arrière d'un Agora Line.
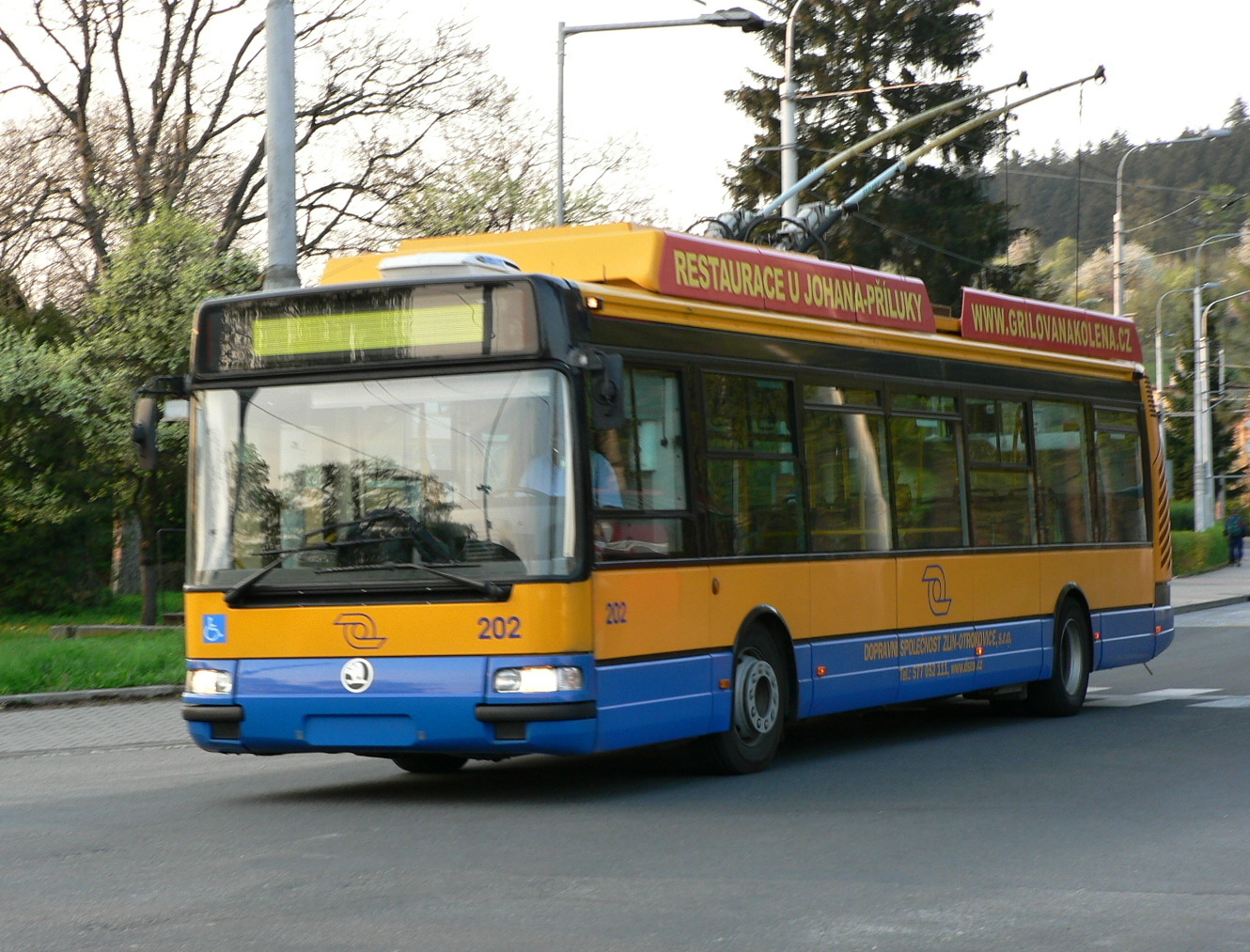
Un Agora Trolley 24tr.
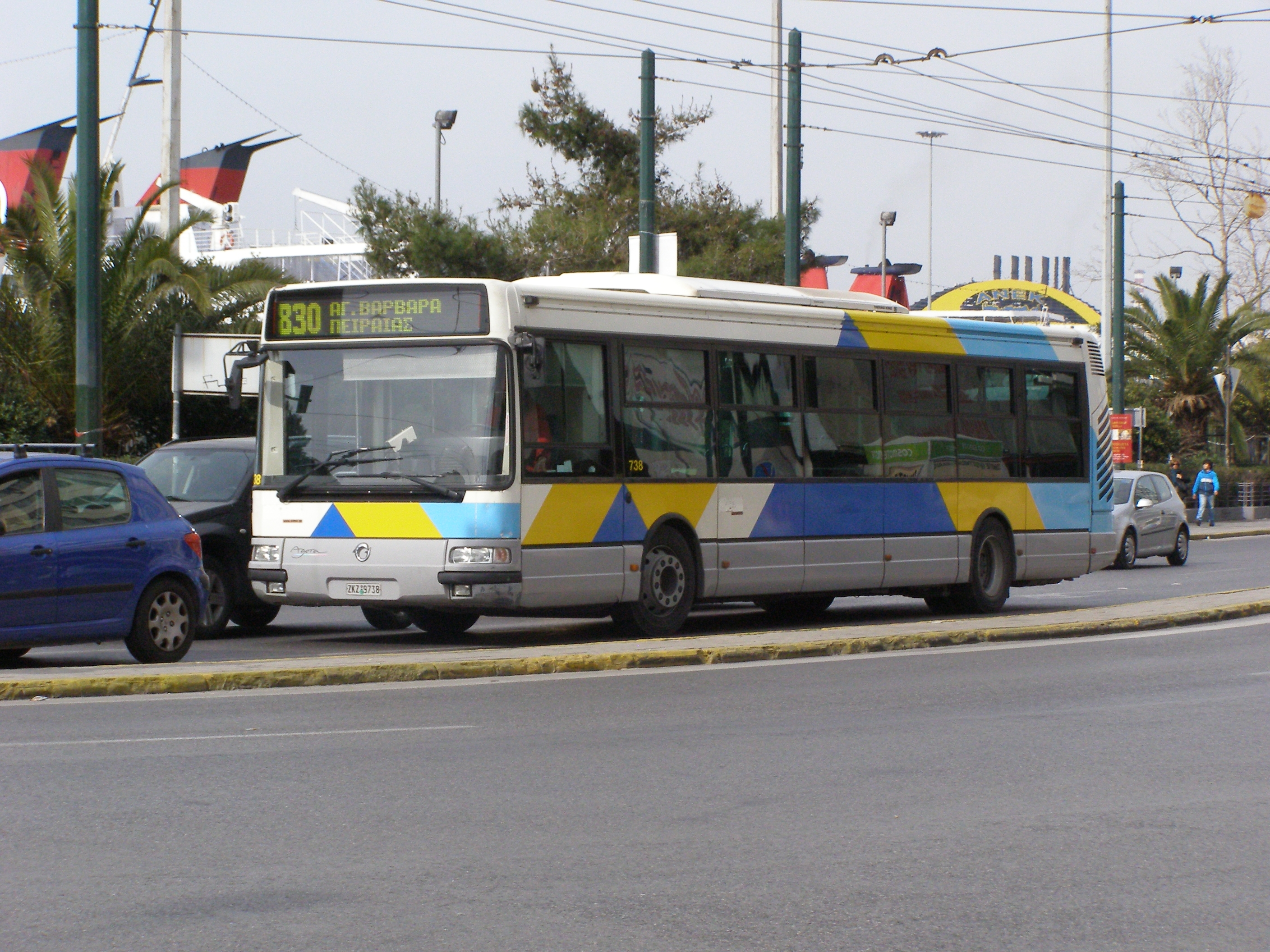
Agora S athénien au Pirée.
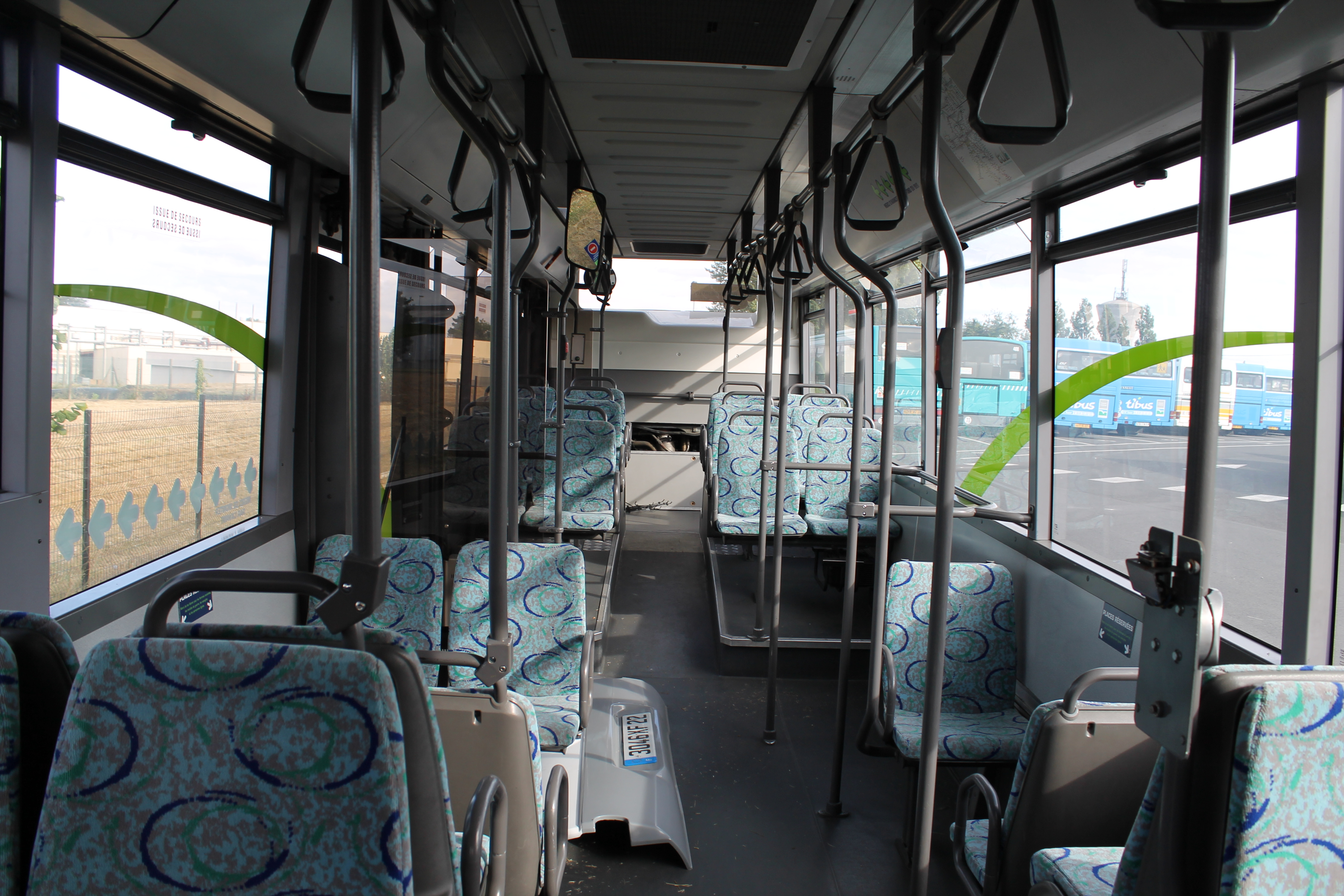
Vue intérieure.
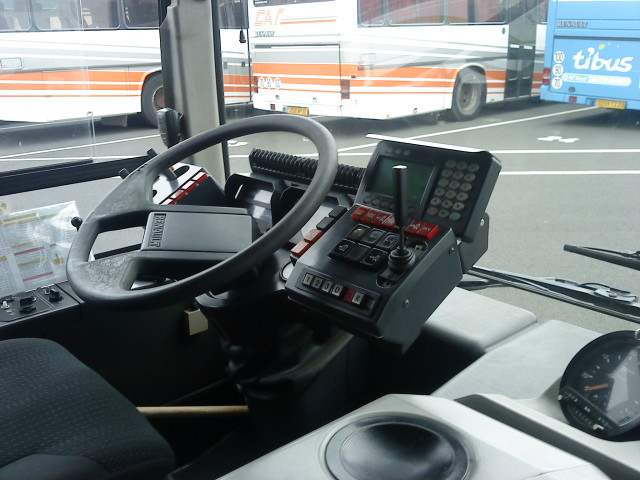
Poste de conduite Renault.
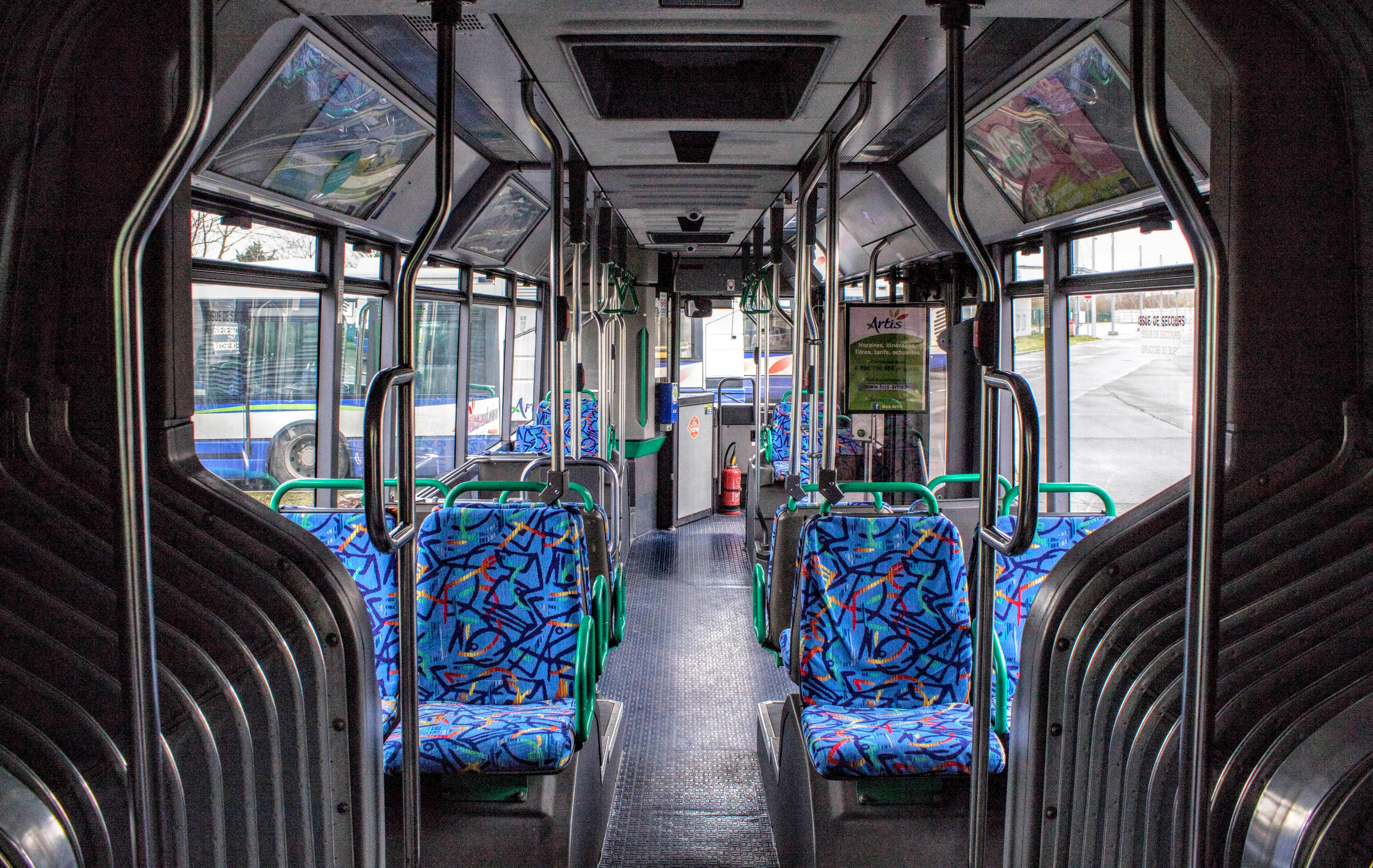
Aménagement Renault d'un Agora L.
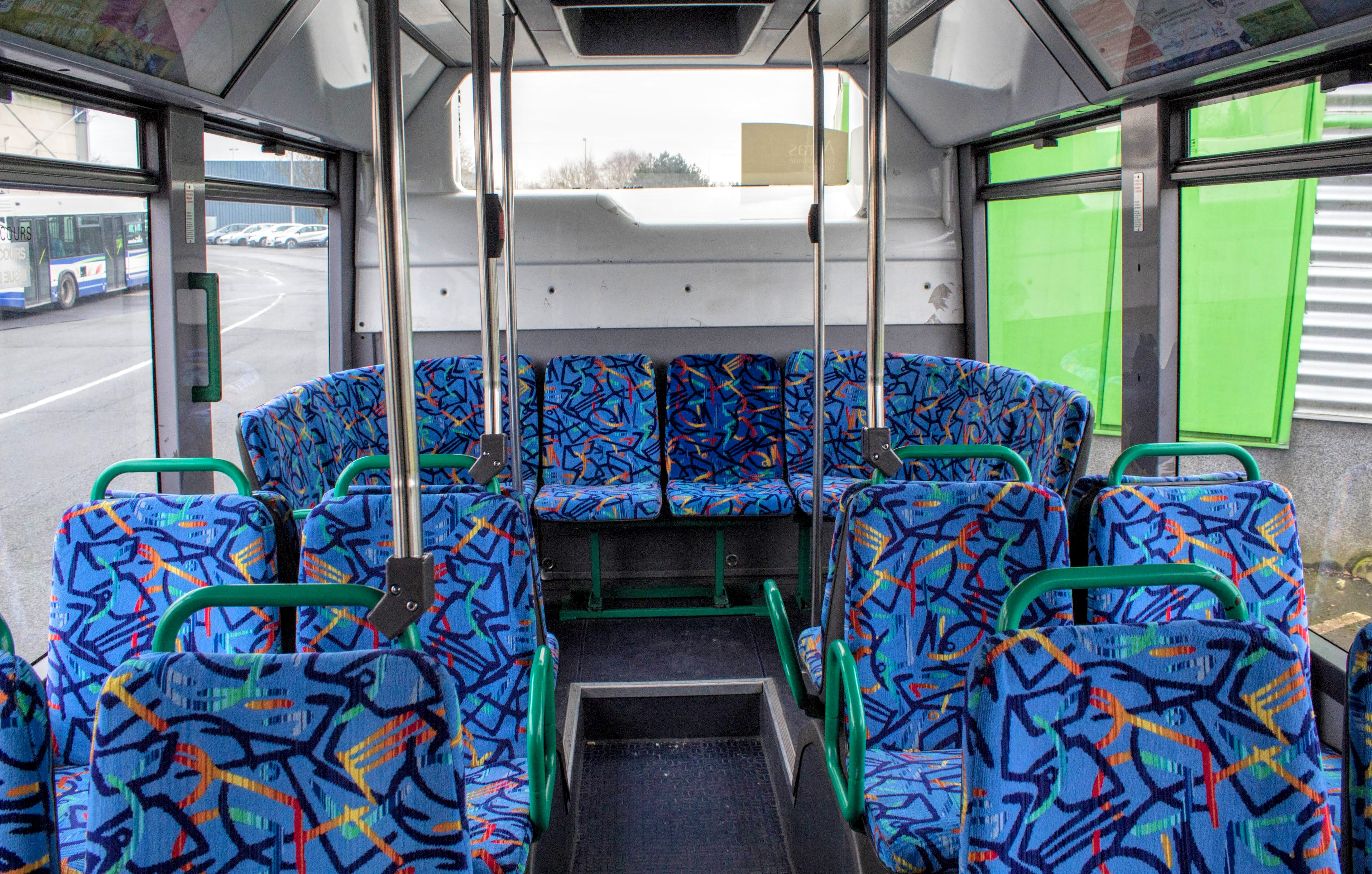
Aménagement Renault d'un Agora L.
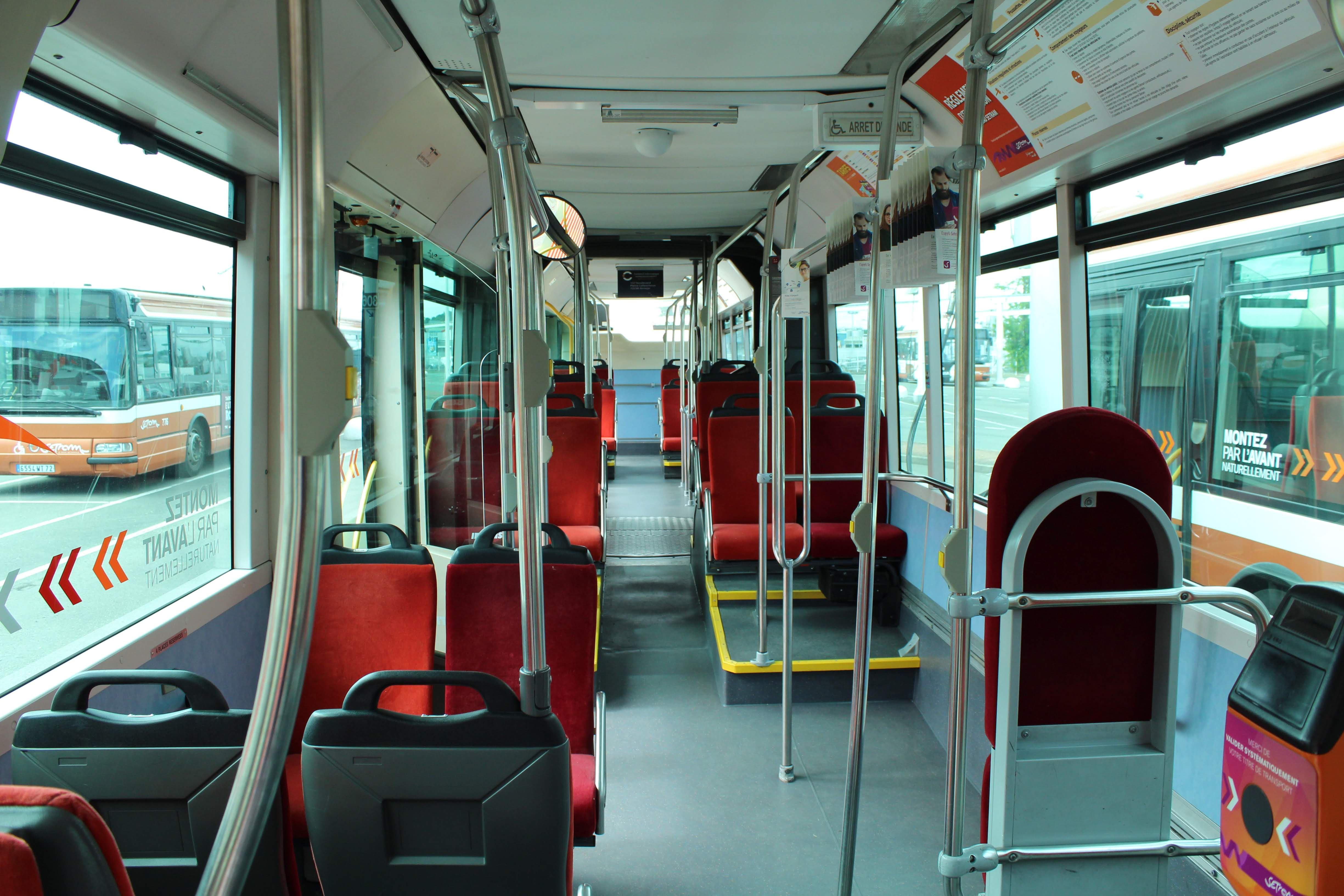
Aménagement Irisbus d'un Agora L GNV.
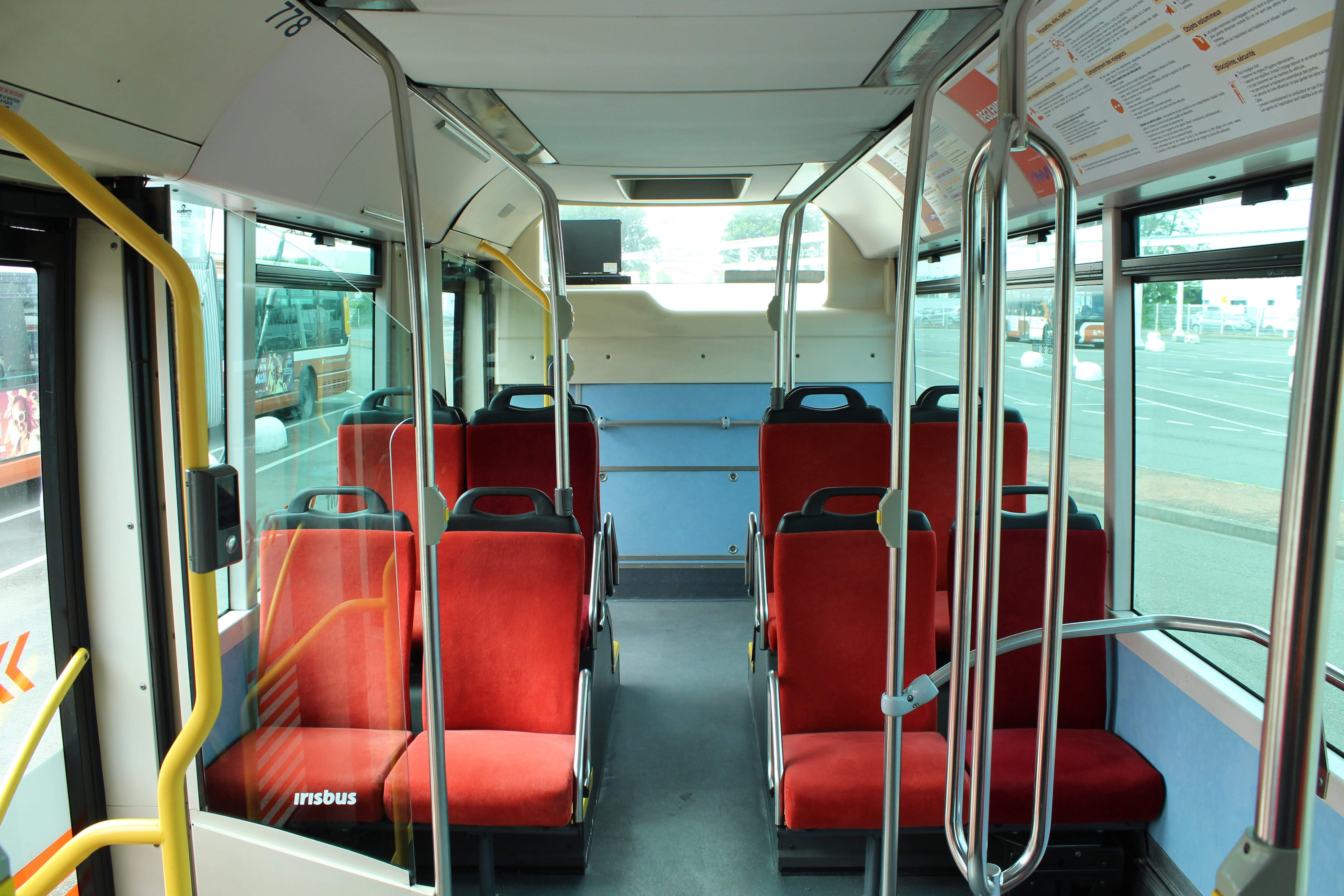
Aménagement Irisbus d'un Agora L GNV.